# Guitar
Guitar studijski je album američkog glazbenika Frank Zappe, koji izlazi u travnju 1988.g. Ovaj album nastavak je albuma Shut Up 'n Play Yer Guitar iz 1981. koji sadrži Zappine gitarske solo izvedbe snimane 1979. i 1984.
Guitar u originalnom izdanju izlazi kao dvostruki album na kojem se nalazi 19 pjesama a izlazi iz Zappine izdavačke kuće "Barking Pumpkin Records". Proširena verzija s 32 pjesme izlazi u reizdanju 1995. od izdavačke kuće "Rykodisc". Zappa je s originalnom verzijom imao 6 Grammy nominacija u kategoriji za najbolju instrumentalnu rock izvedbu.

## Popis pjesama
Sve pjesme komponirao je Frank Zappa, osim gdje je drugačije naznačeno.

### Originalno izdanje

#### Strana prva
1. "Sexual Harassment in the Workplace" – 3:42 (1981-12-12)
2. "Republican Party" – 5:08 (1984-11-10)
3. "Do Not Pass Go" – 3:37 (1982-06-19)
4. "That's Not Really Reggae" – 3:17 (1984-09-25)
5. "When No One Was No One" – 4:41 (1982-05-21)

#### Strana druga
1. "Once Again, without the Net" – 3:58 (1984-12-20)
2. "Outside Now (Original Solo)" – 5:29 (1979-03-31)
3. "Jim & Tammy Faye Messner's Upper Room" – 3:11 (1982-06-01)
4. "Were We Ever Really Safe in San Antonio?" – 2:50 (1984-12-10)
5. "That Ol' G Minor Thing Again" – 4:39 (1982-06-24)

#### Strana treća
1. "Move It or Park It" – 5:43 (1982-06-11)
2. "Sunrise Redeemer" – 3:53 (1984-11-30)
3. "But Who Was Fulcanelli?" – 2:58 (1982-05-21)
4. "For Duane" – 3:25 (1984-11-25)
5. "GOA" – 4:46 (1984-11-23)

#### Strana četvrta
1. "Winos Do Not March" – 3:14 (1984-12-04)
2. "Systems of Edges" – 5:32 (1979-03-27)
3. "Things That Look Like Meat" – 6:55 (1981-12-07)
4. "Watermelon in Easter Hay" – 4:00 (1984-08-16)

### Reizdanje 1995

#### Disk 1
1. "Sexual Harassment in the Workplace" – 3:42
2. "Which One Is It?" – 3:04 (1982-06-26)
3. "Republicans" – 5:07
4. "Do Not Pass Go" – 3:36
5. "Chalk Pie" – 4:51 (1981-12-07)
6. "In-A-Gadda-Stravinsky" – 2:50 (1984-11-25)
7. "That's Not Really Reggae" – 3:17
8. "When No One Was No One" – 4:48
9. "Once Again, without the Net" – 3:43
10. "Outside Now (Original Solo)" – 5:28
11. "Jim & Tammy's Upper Room" – 3:11
12. "Were We Ever Really Safe in San Antonio?" – 2:49
13. "That Ol' G Minor Thing Again" – 5:02
14. "Hotel Atlanta Incidentals" – 2:44 (1984-11-25)
15. "That's Not Really a Shuffle" – 4:23 (1982-05-11)
16. "Move It or Park It" – 5:43
17. "Sunrise Redeemer" – 3:58

#### Disk 2
1. "Variations on Sinister #3" – 5:15 (1984-08-11)
2. "Orrin Hatch on Skis" – 2:12 (1984-11-30)
3. "But Who Was Fulcanelli?" – 2:48
4. "For Duane" – 3:24
5. "GOA" – 4:51
6. "Winos Do Not March" – 3:14
7. "Swans? What Swans?" – 4:23 (1981-12-12)
8. "Too Ugly for Show Business" – 4:20 (1981-12-10)
9. "Systems of Edges" – 5:32
10. "Do Not Try This at Home" – 3:46 (1982-07-07)
11. "Things That Look Like Meat" – 6:57
12. "Watermelon in Easter Hay" – 4:02
13. "Canadian Customs" – 3:34 (1984-12-18)
14. "Is That All There Is?" – 4:09 (1982-05-22)
15. "It Ain't Necessarily the Saint James Infirmary" (George Gershwin, Ira Gershwin, DuBose Heyward, Irving Mills) – 5:15 (1982-07-08)

## Izvođači
- Frank Zappa - gitara
- Ray White - gitara
- Steve Vai - gitara
- Tommy Mars - klavijature
- Bobby Martin - klavijature
- Ed Mann - udaraljke
- Scott Thunes - bas-gitara
- Chad Wackerman - udaraljke
- Ike Willis - gitara
- Alan Zavod - klavijature
- Denny Walley - gitara
- Warren Cuccurullo - gitara
- Arthur Barrow - bas-gitara
- Vinnie Colaiuta - udaraljke
- Peter Wolf - klavijature

## Vanjske poveznice
- Informacije o albumu na Lyricsu
- Detalji o izlasku albuma